# Ризька Латвійська спілка

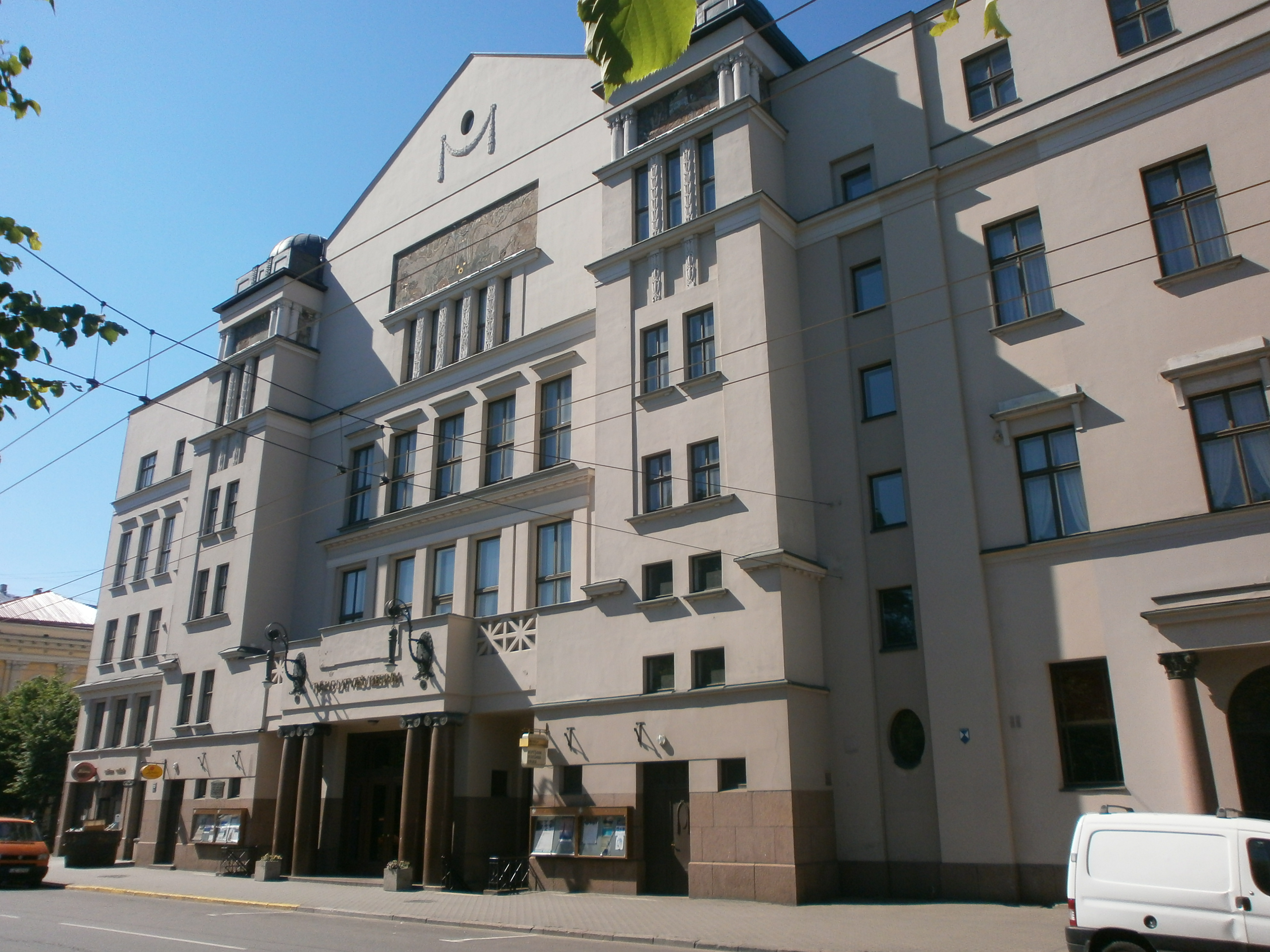
Будівля спілки на вулиці Гарліба Меркеля, 13

Ризька Латвійська спілка — перша спілка, що об'єднала латвійців в період Російської імперії.

## Рік заснування та керівники
Ризька Латвійська спілка була заснована 2 березня 1868. Першими головами цього національного об'єднання стали латвійський публіцист Бернгардс Дірікіс, головний редактор латвійського журналу «Baltijas Vēstnesis», і відомий латвійський архітектор Яніс-Фридрих Бауманіс, який став ідейним натхненником організації. У нього в квартирі 16 серпня 1868 відбулося перше зібрання нової спілки. Також одним з перших керівників спілки латвійців Риги був письменник і публіцист Ріхард Томсон.

## Еволюція руху
На початку 1870-х спілка мала яскраво виражену прогресивну спрямованість. Як ключовий момент її концепції значилася ідея боротьби за ліквідацію феодально-аристократичних привілеїв прибалтійських німців, котрі монополізували наукову, культурну і політичну сфери життя в Прибалтійських губерніях Російської імперії. Ця спілка латвійців в 1870-ті об'єктивно згуртувала латвійську буржуазію, яка прагнула до визнання національної культури латвійського народу.
Саме завдяки найактивнішому сприянню Ризької латвійської спілки в Ліфляндії в 1873 пройшло Перше Загальне свято пісні, на якому вперше в історії був виконаний майбутній гімн Латвії. Тоді ж відбулися надзвичайно значущі вчительські конференції (в 1873 і 1874), ключовою метою яких було вироблення педагогічної концепції для формування основ національної освіти.

## Досягнення
Багато в чому завдяки активності РЛС культурне життя латвійців було істотно збагачене. Зокрема, інновації спостерігалися в області букіністичної культури. В рамках Ризької латвійської спілки з 1886 діяло видавництво під назвою Відділ корисних книг, яке ставило перед собою просвітницькі цілі, забезпечуючи широку читацьку аудиторію науково-популярною та художньою літературою найширшого спектра. У Відділі корисних книг вперше побачили світ не лише розповіді письменника-реаліста Апсішу Екабса і розповіді Ернестса Бірзніекса-Упітіса, але і перекладні видання Олександра Сергійовича Пушкіна і Миколи Олександровича Некрасова.
В рамках цієї спілки в 1888 була створена особлива музична комісія, яка виконувала завдання пропагування хорової співочої культури латвійців. Ця музична комісія, яка діяла в рамках РЛС, організувала П'яте Загальне свято пісень. Також комісія видала 10 збірок хорових пісень під редакцією латвійського композитора і одного з основоположників латвійської фольклористики Юр'яна Андрія. Ці збірники регулярно видавалися з 1889 по 1914. Також з 1891 по 1913 комісія займалася проведенням Осінніх концертів на території губернії, в яких брали участь різні латвійські хори. Андрій Юр'ян за допомогою комісії підготував і видав «Матеріали латвійської народної музики» в п'яти томах, які видавалися з 1894 по 1921.

## Лінгвістичні досліди
У науковій сфері Ризька латвійська спілка також може похвалитися рядом значущих досягнень. Зокрема, мова йде про прогресивні лінгвістичні дослідження членів цієї організації. У складі РЛС практично з моменту його заснування діяла Вчена комісія, яка переслідувала мету незалежності і самодостатності національної науки. У 1904 в рамках цієї Вченої комісії був сформований Відділ мовознавства, керівником якої став латвійський філолог Карліс Мюленбахс. Він може по праву вважатися одним із засновників наукового мовознавства в Латвії. Випускник Дерптського університету 1880, молодий мовознавець відразу ж заступив на викладацьку роботу і почав активно брати участь в діяльності РЛС з середини 1880-х. Мюленбахс, будучи головою Відділу мовознавства, багато часу присвятив дослідженню синтаксису і лексики латвійської мови, також розробивши звід орфографічних правил. Зокрема, йому належить авторство синтаксичної частини навчального видання «Латвійська граматика», який побачив світ у 1907. Автором цього навчального посібника став інший знаковий латвійський лінгвіст Яніс Ендзелінс.

## Історичні джерела
- Письмо Лифляндского губернатора генерал-губернатору Прибалтики с просьбой основателей общества об утверждении проекта Устава Рижского Латышского общества. 6 сентября 1868 года.[недоступне посилання з квітня 2019] на сайте Государственного исторического архива Латвии[недоступне посилання з квітня 2019]